# Amstrad PC (magazine)
Pour les articles homonymes, voir Amstrad PC.
Amstrad PC est un magazine français traitant de l'informatique et du jeu vidéo. Il est paru pour la première fois en septembre 1987 sous le nom d'Amstrad PC Magazine et a été rebaptisé Amstrad PC (sans le "Magazine") à partir du numéro 4. Les acheteurs d'un Amstrad PC recevaient un exemplaire du magazine, augmentant ainsi sa notoriété.